# Tsaghkashen (Gegharkunik)
Tsaghkashen (in armeno Ծաղկաշեն?) è un comune dell'Armenia di 666 abitanti (2009) della provincia di Gegharkunik, fondato nel 1859.